# 幸手駅

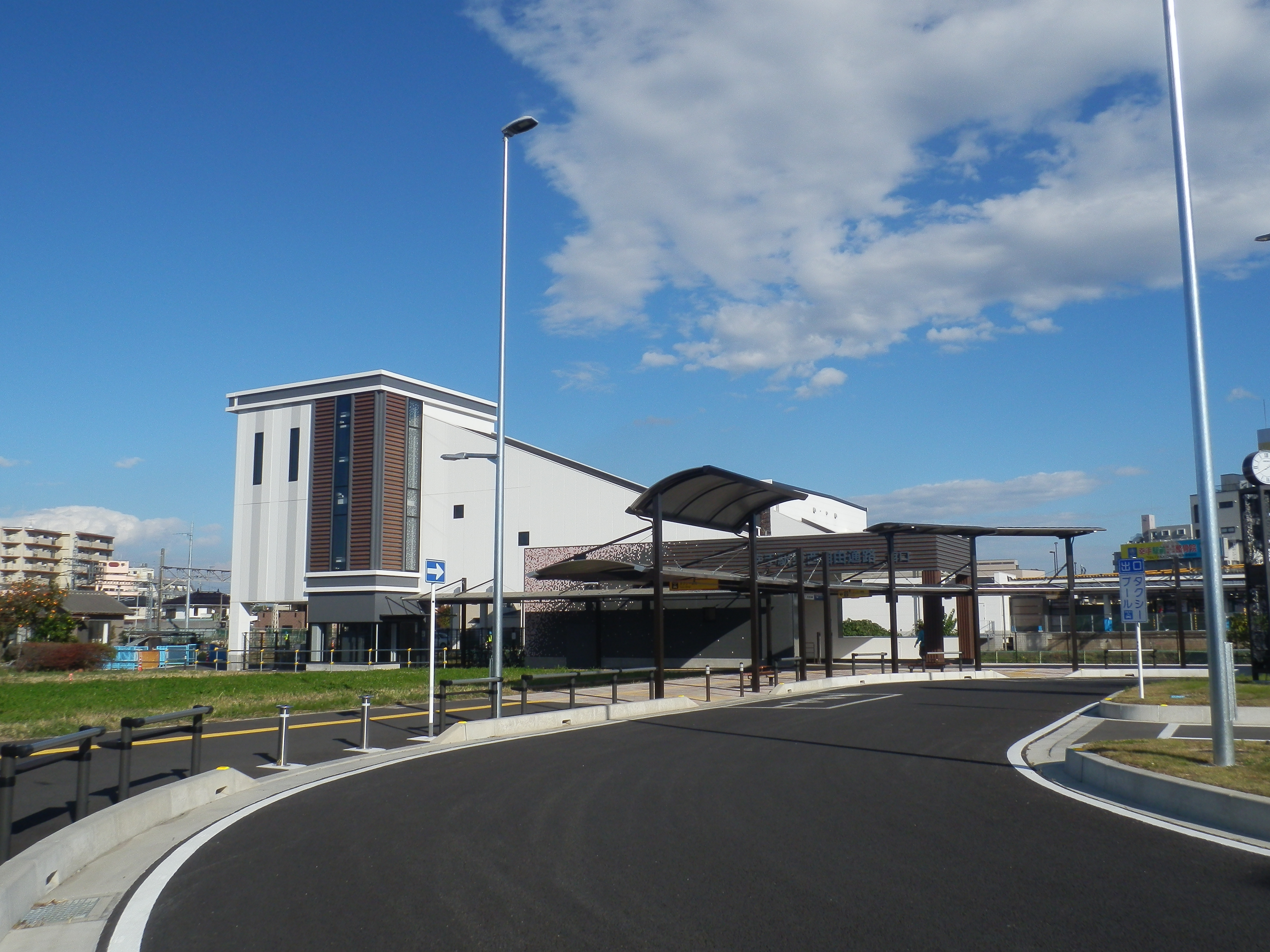
西口（2019年11月14日）

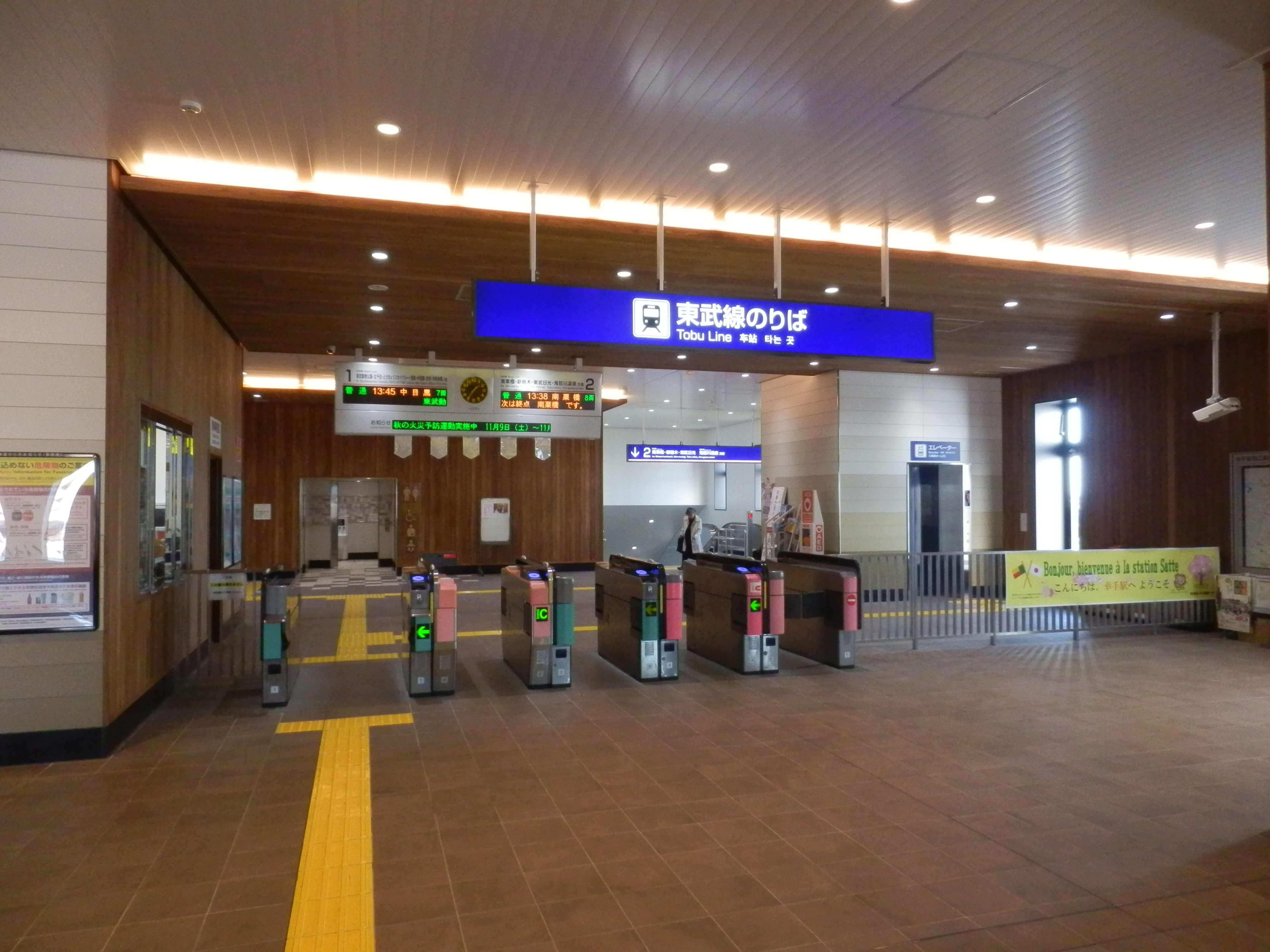
改札口（2019年11月14日）

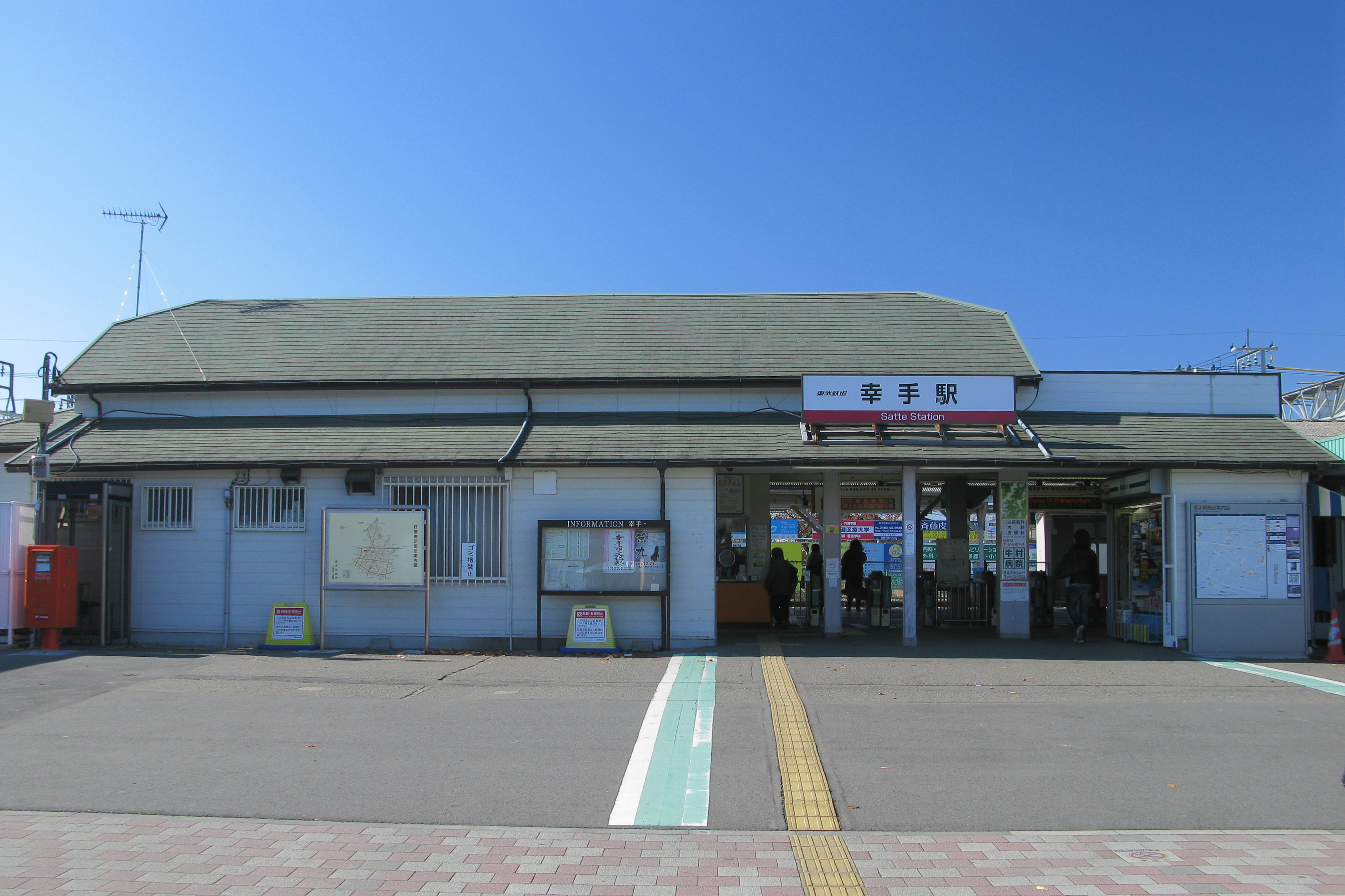
旧駅舎（2011年11月15日）

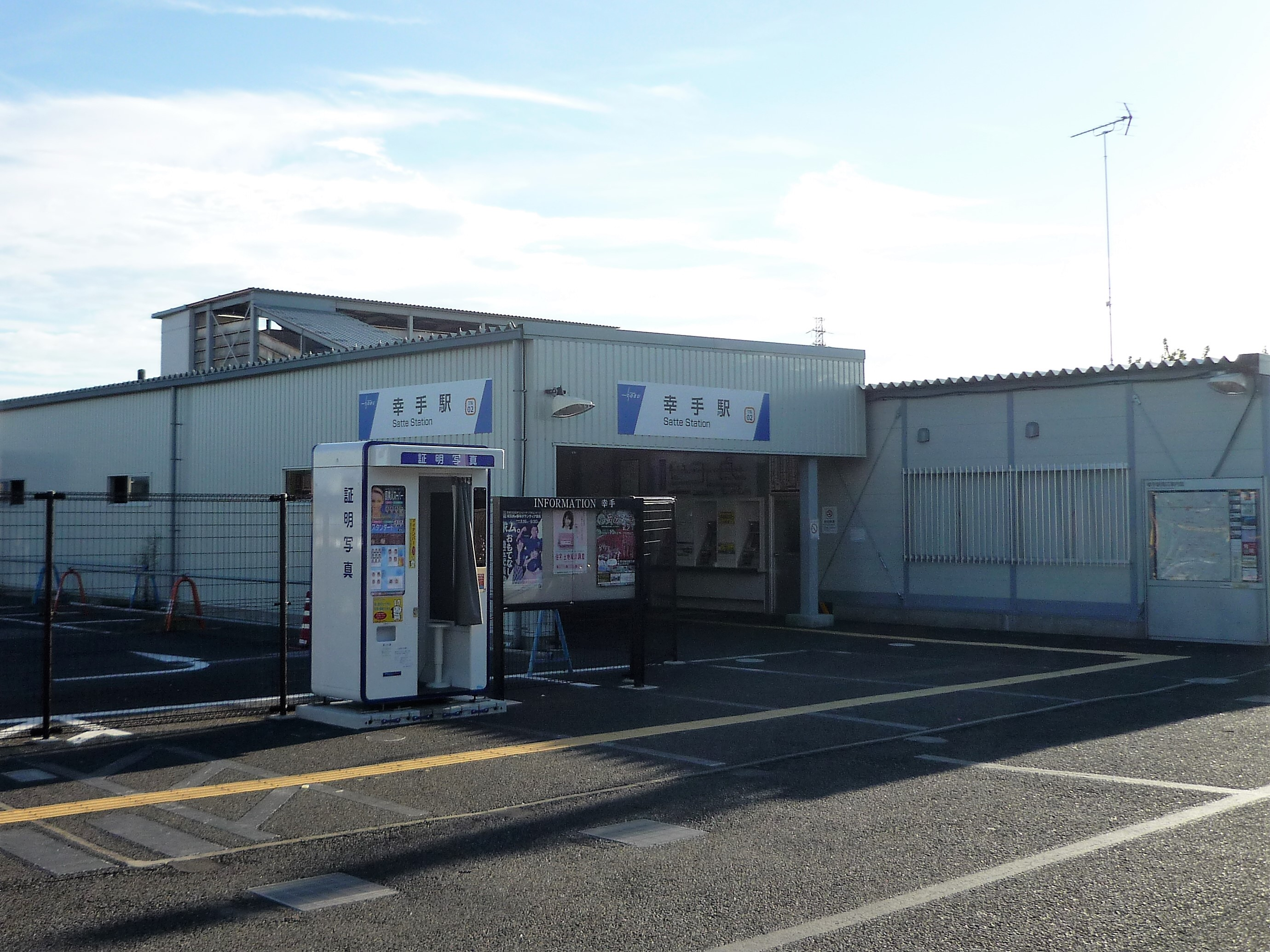
工事中の仮設駅舎（2018年9月9日）

幸手駅（さってえき）は、埼玉県幸手市中一丁目にある、東武鉄道日光線の駅である。駅番号はTN 02。

## 年表
- 1929年（昭和4年）4月1日 - 東武日光線杉戸駅 - 新鹿沼駅間の開業と同時に開設。
- 1974年（昭和49年）6月16日 - 東武ストア幸手店開店[1]。
- 1986年（昭和61年）8月26日 - 杉戸高野台駅・南栗橋駅開業に伴い当駅始発列車の設定と待避線を廃止[2][注 1]。
- 2003年（平成15年）
  - 2月28日 - 東武ストア幸手店閉店[1]。
  - 3月19日 - 営団（現・東京地下鉄〈東京メトロ〉）日比谷線・半蔵門線・東急田園都市線直通運転列車の停車開始。
- 2006年（平成18年）
  - 3月18日 - ダイヤ改正に伴いこれまで浅草駅 - 南栗橋駅・新栃木駅間を結んだ準急が日中は浅草駅 - 北千住駅間の普通に格下げされる形で廃止され、浅草駅へ向かう列車が大幅に削減された。日中の浅草駅方面の運用は新設された野岩鉄道会津鬼怒川線、会津鉄道会津線直通運転列車の区間快速のみとなり、当駅は停車駅となった。東京メトロ半蔵門線・東急田園都市線直通の列車は通勤準急が急行に、区間準急が準急に名称変更され当該直通列車の本数が増加した。これまでの準急は区間急行に名称変更されたが本数は削減された。また、浅草駅発着の区間準急も停車駅となった[3]。
  - 3月20日 - 特急「きりふり」283号（後の285号）停車開始。
- 2007年（平成19年）
  - 1月23日 - 定期券発売型自動券売機設置。
  - 3月18日 - ICカードPASMO供用開始。
  - 6月25日 - 特急券発売型自動券売機設置。
- 2008年（平成20年）
  - 2月26日[要出典] - パークアンドライド開始。
  - 3月14日[要出典] - 東口駅前広場竣工。竣工式典挙行。
  - 4月1日[要出典] - 幸手市内循環バス停車開始。
- 2009年（平成21年）
  - 3月18日 - LED式発車標運用開始。
  - 3月23日 - PASMO専用自動改札機設置。
- 2010年（平成22年）11月30日 - 定期券・回数券うりば営業終了。
- 2011年（平成23年）
  - 3月8日 - 多機能トイレ供用開始。
  - 3月9日 - エレベーター供用開始。
  - 11月4日 - 発車メロディ導入（杉戸高野台駅・南栗橋駅と同日に運用を開始）。
- 2012年（平成24年）3月17日 - 駅ナンバリングが導入される。当駅はTN 02の番号が付与された。
- 2013年（平成25年）3月15日 - 区間快速の快速運転が新大平下駅まで拡大され、当駅は通過となった[4]。
- 2016年（平成28年）3月31日 - 幸手市内循環バス運行終了。
- 2017年（平成29年）
  - 3月4日 - 橋上化工事に伴い既存駅舎使用中止。仮設駅舎使用開始。
  - 4月1日 - 幸手桜まつりの開催に合わせて、特急「けごん」7号、特急「きりふり」が上り2本・下り1本及び快速・区間快速上下各2本が臨時停車（同月2日・8日・9日にも臨時停車）[5]。
  - 4月20日 - 特急「きりふり」285号廃止に伴い、定期特急列車の停車終了。
  - 9月13日 - 自動精算機に代わりICカードチャージ機設置。
- 2018年（平成30年）3月31日 - 特急「けごん」及び特急「きりふり」上下各1本が臨時停車（4月1日・7日・8日にも臨時停車）[6]。
- 2019年（平成31年）
  - 2月18日 - 8言語対応自動券売機設置。
  - 3月16日 - 橋上駅舎、東西自由通路（市道918号線）及び西口駅前広場竣工。竣工式典挙行。
  - 3月17日 - 橋上駅舎、東西自由通路（市道918号線）及び西口駅前広場供用開始[7]。
  - 3月27日 - ホーム上にLED発車標設置、運用開始。
  - 3月30日 - 特急「けごん」及び特急「きりふり」の一部列車が臨時停車（同月31日・4月6日・7日にも臨時停車）[8]。
- 2020年（令和2年）
  - 3月28日 - 特急「けごん」及び特急「きりふり」上下各1本が臨時停車（同月29日・4月4日・5日にも臨時停車）[9]。
  - 5月1日 - 幸手駅西口 - 久喜駅東口間の路線バス運行開始（運行事業者：朝日自動車久喜営業所）[10][11]。
- 2022年（令和4年）1月4日 - 幸手市内循環バス運行開始[12][13]。
- 2023年（令和5年）
  - 3月15日 - 幸手駅東口公衆トイレ使用開始。
  - 3月17日 - 幸手駅東西自由通路内に駅ピアノ設置[14]。
- 2025年（令和7年）3月22日 - 臨時特急「スカイツリートレイン」上下各2本が停車（同月23日・29日・30日・4月5日・6日も停車）[15]。

## 駅構造

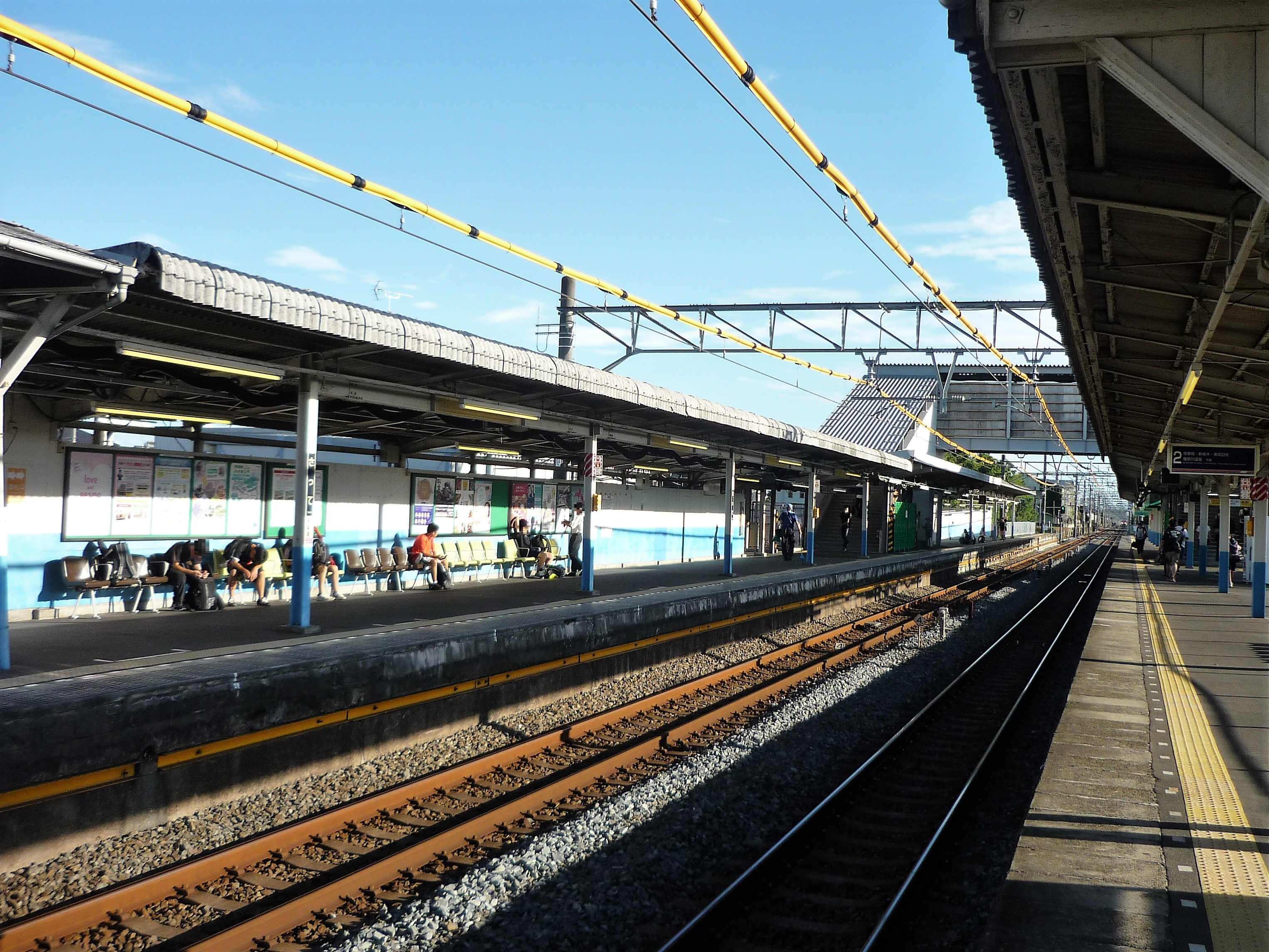
ホーム（杉戸高野台方向を望む、2018年9月）

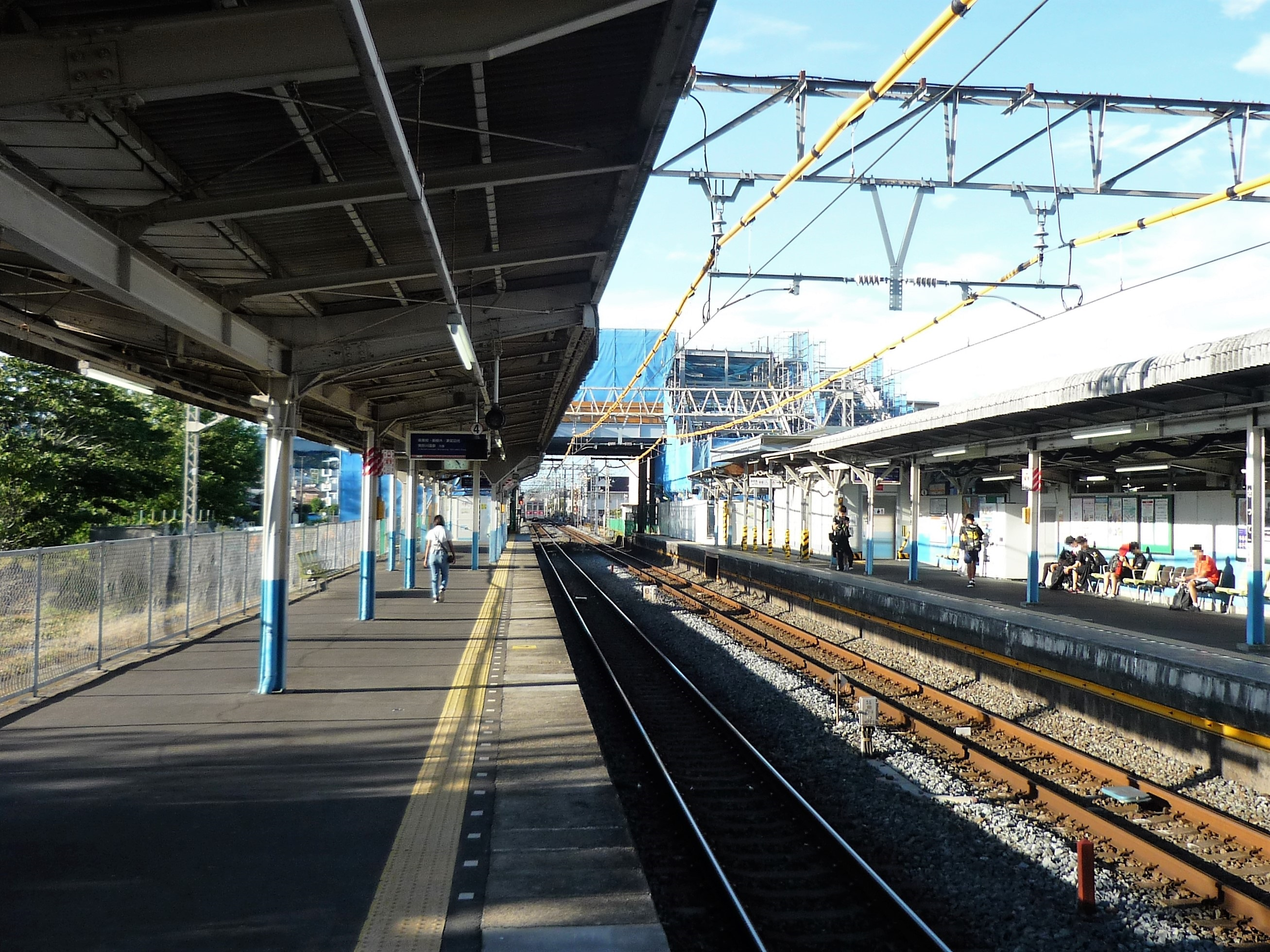
ホーム（南栗橋方向を望む、2018年9月）

相対式ホーム2面2線を有する地上駅で橋上駅舎を有している。自動体外式除細動器 (AED) と自動改札機が設置されている。特急券やフリーきっぷは駅窓口及び自動券売機、定期券（新規の通学定期券除く）は自動券売機で発売している。また、4月上旬には自動券売機での新規通学定期券を臨時発売する。

### のりば
| 番線 | 路線                   | 行先 |
| ---- | ---------------------- | --- |
| 1    | 東武スカイツリーライン | 東武動物公園・北千住・とうきょうスカイツリー・浅草・ 日比谷線 中目黒・ 半蔵門線 渋谷・ 東急田園都市線 中央林間方面 |
| 2    | 日光線                 | 南栗橋・新栃木・東武日光・ 鬼怒川線 鬼怒川温泉方面                                                                 |

- 上記の路線名は旅客案内上の名称（「東武スカイツリーライン」は愛称）で表記している。本来当駅は日光線の途中駅であるが、南栗橋駅までの区間が実質的に東武スカイツリーライン系統の延長線上として扱われているため、上り浅草方面は便宜上直通先の名称で案内されている。

#### 付記
- 日比谷線直通列車は南栗橋発中目黒行の毎日1本のみ設定されていたが、2013年（平成25年）3月16日のダイヤ改正で直通列車が増えた。その一方で、2017年（平成29年）4月21日のダイヤ改正以降、当駅を発車する下り列車は隣駅の南栗橋行に統一され、栗橋・新栃木方面へ向かう直通列車は臨時列車を除き全廃になった。
- 2017年（平成29年）4月21日以降、特急は幸手桜まつり期間中を除き全列車通過するが、同年4月20日までは平日ダイヤの浅草発南栗橋行「きりふり」285号のみ停車していた。なお、当該列車における春日部駅以北での乗車時の特例のため、当駅で乗車する際の特急券は不要であった。幸手桜まつり期間中は一部の「けごん」、「スカイツリートレイン」が臨時停車する。
- 南栗橋と杉戸高野台の両駅が開業するまでは2面3線の形態だった。1番線が上り本線で本屋側、2・3番線が島式ホームで、2番線は中線扱いとして当駅折り返し列車と上り・下り列車の特急通過待ちに使用し、2番線の反対側を下り本線の3番線として使用していた。下り快速が中線（2番線）に運転停車（ドア非開閉）し、特急が下り本線を通過する光景も見られた。また、旧3番線のさらに西側には貨物用側線も存在し、平日の朝、北春日部から回送されてきた増結用8000系4両編成の解結作業も行われていた。跡地は雑草だらけで、架線柱の位置は2面3線時代の面影を残している。さらに、栗橋方の下り本線上で当駅止まりの列車は折り返し、上り本線または中線へ転線したのち、上り始発列車として出発していた。
- 2009年（平成21年）3月にピクトグラムを用いた駅構内の案内板を新設・更新し、ホームにあった吊り下げ式の駅名標に変わり、路線図・所要時間と一体型になった案内板が設置された[注 2]。

## 利用状況
2024年度（令和6年度）の1日平均乗車人員は5,836人である。また、同年度の1日平均乗降人員は11,666人である。日光線の中間駅では第1位。
ピーク時は1日平均乗降人員が2万人を超えていたが、1986年（昭和61年）に杉戸高野台駅と南栗橋駅が開業して駅勢圏が縮小した。その後も少子高齢化や都心回帰などの影響による幸手市の人口減少を受け、減少傾向が続いている。
近年の推移は以下のとおりである。
| 1日平均乗車人員・乗降人員推移（東武鉄道） | 1日平均乗車人員・乗降人員推移（東武鉄道） | 1日平均乗車人員・乗降人員推移（東武鉄道） | 1日平均乗車人員・乗降人員推移（東武鉄道） | 1日平均乗車人員・乗降人員推移（東武鉄道） | 1日平均乗車人員・乗降人員推移（東武鉄道） | 1日平均乗車人員・乗降人員推移（東武鉄道） | 1日平均乗車人員・乗降人員推移（東武鉄道） | 1日平均乗車人員・乗降人員推移（東武鉄道） | 1日平均乗車人員・乗降人員推移（東武鉄道） | 1日平均乗車人員・乗降人員推移（東武鉄道） | 1日平均乗車人員・乗降人員推移（東武鉄道） |
| 年度                                      | 乗車人員                                  | 乗車人員                                  | 乗車人員                                  | 乗降人員                                  | 乗降人員                                  | 乗降人員                                  | 乗降人員                                  | 出典                                      | 出典                                      | 出典                                      | 出典                                      |
| 年度                                      | 定期外                                    | 定期                                      | 合計                                      | 定期外                                    | 定期                                      | 合計                                      | 増加率                                    | 東武鉄道                                  | 関東広告                                  | 埼玉県                                    | 幸手市                                    |
| ----------------------------------------- | ----------------------------------------- | ----------------------------------------- | ----------------------------------------- | ----------------------------------------- | ----------------------------------------- | ----------------------------------------- | ----------------------------------------- | ----------------------------------------- | ----------------------------------------- | ----------------------------------------- | ----------------------------------------- |
| 1985年（昭和60年）                        |                                           |                                           | 11,323                                    |                                           |                                           |                                           |                                           |                                           |                                           |                                           |                                           |
| 1998年（平成10年）                        |                                           |                                           |                                           |                                           |                                           | 18,644                                    |                                           |                                           |                                           |                                           |                                           |
| 1999年（平成11年）                        |                                           |                                           | 9,057                                     |                                           |                                           | 18,025                                    | −3.3%                                     |                                           |                                           | [ 県 1 ]                                  |                                           |
| 2000年（平成12年）                        |                                           |                                           | 8,854                                     |                                           |                                           | 17,627                                    | −2.2%                                     |                                           |                                           | [ 県 2 ]                                  |                                           |
| 2001年（平成13年）                        |                                           |                                           | 8,637                                     |                                           |                                           | 17,215                                    | −2.3%                                     |                                           |                                           | [ 県 3 ]                                  |                                           |
| 2002年（平成14年）                        |                                           |                                           | 8,281                                     |                                           |                                           | 16,568                                    | −3.8%                                     |                                           |                                           | [ 県 4 ]                                  |                                           |
| 2003年（平成15年）                        |                                           |                                           | 7,943                                     |                                           |                                           | 15,927                                    | −3.9%                                     |                                           |                                           | [ 県 5 ]                                  |                                           |
| 2004年（平成16年）                        |                                           |                                           | 7,687                                     |                                           |                                           | 15,450                                    | −3.0%                                     |                                           |                                           | [ 県 6 ]                                  |                                           |
| 2005年（平成17年）                        |                                           |                                           | 7,587                                     |                                           |                                           | 15,247                                    | −1.3%                                     |                                           |                                           | [ 県 7 ]                                  |                                           |
| 2006年（平成18年）                        |                                           |                                           | 15,000                                    |                                           |                                           | 7,457                                     | −1.6%                                     |                                           |                                           | [ 県 8 ]                                  |                                           |
| 2007年（平成19年）                        |                                           |                                           | 7,402                                     | 3,868                                     | 10,956                                    | 14,824                                    | −1.2%                                     |                                           | [ 関広 1 ]                                | [ 県 9 ]                                  |                                           |
| 2008年（平成20年）                        |                                           |                                           | 7,438                                     | 4,051                                     | 10,824                                    | 14,875                                    | 0.2%                                      |                                           | [ 関広 2 ]                                | [ 県 10 ]                                 |                                           |
| 2009年（平成21年）                        |                                           |                                           | 7,368                                     | 4,020                                     | 10,712                                    | 14,732                                    | −1.0%                                     |                                           | [ 関広 3 ]                                | [ 県 11 ]                                 |                                           |
| 2010年（平成22年）                        |                                           |                                           | 7,233                                     | 3,943                                     | 10,518                                    | 14,461                                    | −1.8%                                     |                                           | [ 関広 4 ]                                | [ 県 12 ]                                 |                                           |
| 2011年（平成23年）                        |                                           |                                           | 7,164                                     | 3,897                                     | 10,402                                    | 14,299                                    | −1.1%                                     |                                           | [ 関広 5 ]                                | [ 県 13 ]                                 |                                           |
| 2012年（平成24年）                        |                                           |                                           | 7,213                                     | 4,076                                     | 10,362                                    | 14,438                                    | 1.0%                                      |                                           | [ 関広 6 ]                                | [ 県 14 ]                                 |                                           |
| 2013年（平成25年）                        |                                           |                                           | 7,324                                     | 3,970                                     | 10,704                                    | 14,674                                    | 1.6%                                      |                                           | [ 関広 7 ]                                | [ 県 15 ]                                 |                                           |
| 2014年（平成26年）                        |                                           |                                           | 7,272                                     | 3,941                                     | 10,612                                    | 14,553                                    | −0.8%                                     |                                           | [ 関広 8 ]                                | [ 県 16 ]                                 |                                           |
| 2015年（平成27年）                        |                                           |                                           | 7,238                                     | 3,908                                     | 10,540                                    | 14,448                                    | −0.7%                                     |                                           | [ 関広 9 ]                                | [ 県 17 ]                                 |                                           |
| 2016年（平成28年）                        |                                           |                                           | 7,062                                     | 3,880                                     | 10,202                                    | 14,082                                    | −2.5%                                     |                                           | [ 関広 10 ]                               | [ 県 18 ]                                 |                                           |
| 2017年（平成29年）                        |                                           |                                           | 7,017                                     | 3,951                                     | 10,202                                    | 14,153                                    | 0.5%                                      |                                           | [ 関広 11 ]                               | [ 県 19 ]                                 |                                           |
| 2018年（平成30年）                        |                                           |                                           | 6,870                                     | 3,817                                     | 9,900                                     | 13,717                                    | −2.0%                                     |                                           | [ 関広 12 ]                               | [ 県 20 ]                                 |                                           |
| 2019年（令和元年）                        |                                           |                                           | 6,798                                     | 3,834                                     | 9,740                                     | 13,574                                    | −1.0%                                     |                                           | [ 関広 13 ]                               | [ 県 21 ]                                 |                                           |
| 2020年（令和2年）                         |                                           |                                           | 5,042                                     | 2,453                                     | 7,608                                     | 10,061                                    | −25.9%                                    |                                           | [ 関広 14 ]                               | [ 県 22 ]                                 |                                           |
| 2021年（令和3年）                         | 1,397                                     | 4,015                                     | 5,412                                     | 2,778                                     | 8,030                                     | 10,808                                    | 7.4%                                      | [ 東武 3 ]                                | [ 関広 15 ]                               | [ 県 23 ]                                 |                                           |
| 2022年（令和4年）                         | 1,620                                     | 4,102                                     | 5,722                                     | 3,213                                     | 8,204                                     | 11,417                                    | 5.6%                                      | [ 東武 4 ]                                | [ 関広 16 ]                               | [ 県 24 ]                                 |                                           |
| 2023年（令和5年）                         | 1,695                                     | 4,094                                     | 5,789                                     | 3,377                                     | 8,188                                     | 11,565                                    | 1.3%                                      | [ 東武 5 ]                                | [ 関広 17 ]                               | [ 県 25 ]                                 | [ 市 1 ]                                  |
| 2024年（令和6年）                         | 1,771                                     | 4,065                                     | 5,836                                     | 3,536                                     | 8,130                                     | 11,666                                    | 0.9%                                      | [ 東武 2 ]                                |                                           |                                           |                                           |

## 駅周辺

### 東口
- 幸手警察署幸手駅前交番
- 埼玉県幸手保健所
- 幸手市役所
- 幸手市勤労福祉会館
- 幸手郵便局
- 幸手中郵便局
- 幸宮神社
- 埼玉りそな銀行幸手支店
- 武蔵野銀行幸手支店
- 栃木銀行幸手支店
- 埼玉縣信用金庫幸手支店
- 埼玉みずほ農業協同組合本店・幸手支店
- 権現堂堤（権現堂桜堤） - 毎年3月から4月にかけて開催される『幸手さくら祭り』期間中には最寄り駅として、2017年〜2020年まで特急列車の一部も臨時停車していた[17]。
- 日本保健医療大学幸手北キャンパス
- 埼玉県立幸手桜高等学校
- 幸手市立幸手中学校
- エムズタウン幸手
- 幸手北モール
  - ベルク幸手北店
  - マツモトキヨシ幸手北店
  - しまむら幸手北店
  - アベイル幸手北店
- ケーズデンキ幸手店
- ジョイフル本田幸手店（杉戸高野台駅とのほぼ中間）
- フードオアシスオータニ幸手店
- 岸本家住宅主屋（国の登録有形文化財[18][19]）- 2011年よりカフェとして営業[20]

### 西口
西口駅前土地区画整理事業が行われている。
- 西口仮設自転車駐車場（無料）[22]
- 牛村病院 - 蘭学者の秋間祐輔魯斉が江戸時代中期に開業し、200年以上続いている[23]
- 東武丸山病院
- クリエイトSD幸手中店
- TAIRAYA幸手店
- 川口信用金庫久喜支店
- 東和銀行久喜青葉支店
- エンゼル公園

## バス路線
バス転回所に放置されていた東武バス時代の路線図によると、1970年代（昭和50年代）半ばまでは茨城県猿島郡境町など、市域外への路線も設定されていた。朝日自動車への移管までに大半が整理対象となり、五霞線以外はほぼ市内線に集約されている。また、かつてはバスのターンテーブルも設置されていたが、東口駅前広場整備により撤去された。

### 東口
幸手駅
- 朝日自動車
  - ST21：五霞町役場前[24]

幸手駅東口
- 幸手市内循環バス
  - 中央コース：幸手市役所 ※日曜・祝日運休[25]

幸手桜まつり期間中は、幸手駅東口 - 権現堂間の臨時バスも運行される。また、上記のほか、2011年（平成23年）11月30日までは中田観光バスの幸手・鷲宮駅東口路線、2023年（令和5年）12月31日までは幸手駅 - 杉戸高野台駅線（ST01）が乗り入れていた。

### 西口
幸手駅西口
- 朝日自動車
  - KU16：久喜駅東口[28][29]
- 幸手市内循環バス
  - 西Aコース・西Bコース：幸手市役所 ※日曜・祝日運休[30][31]

## 付記

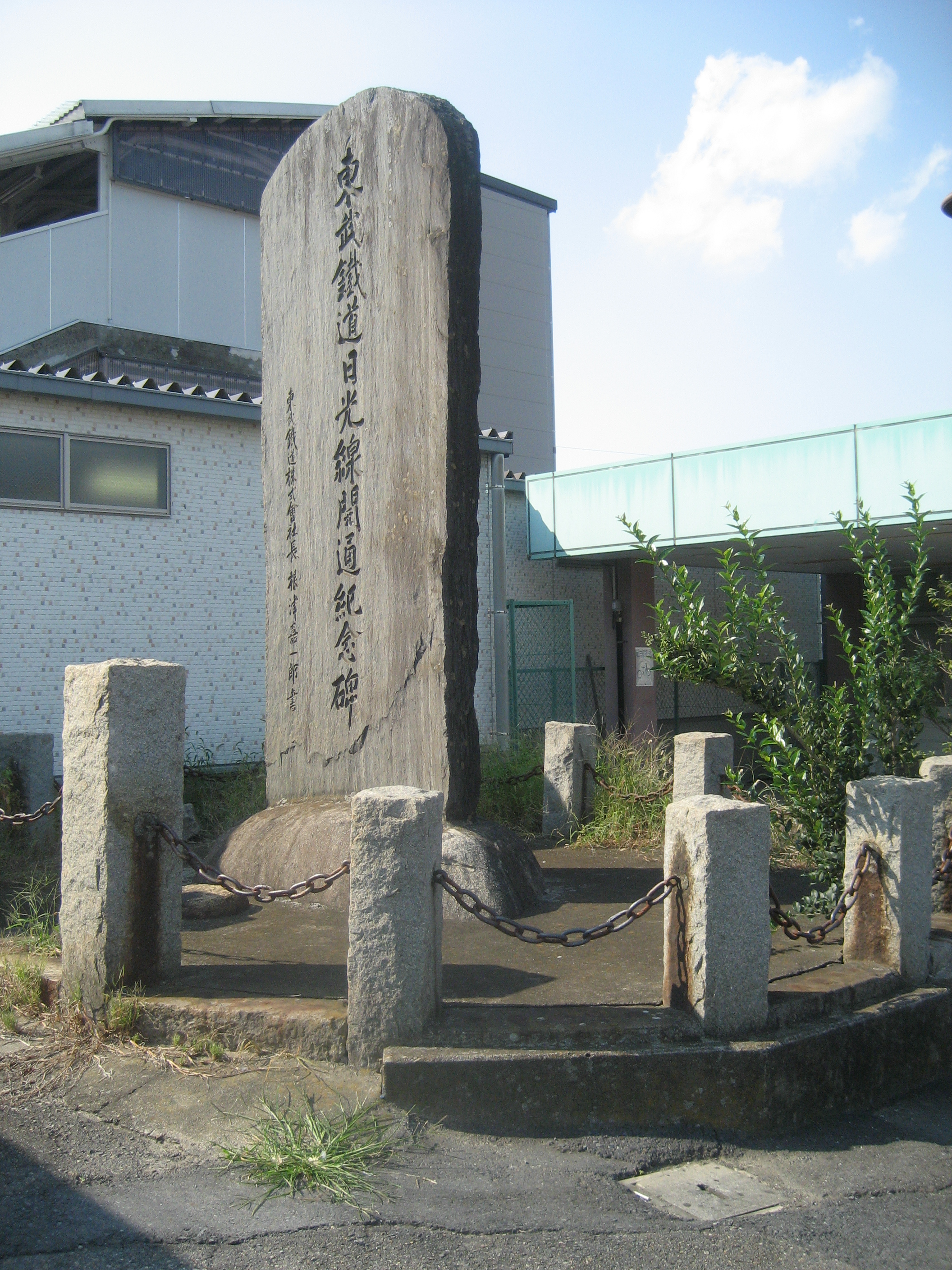
東武鉄道日光線開通記念碑

- 東口の隣に「東武鉄道日光線開通記念碑」が建立されている。
- 東西自由通路（市道918号線）の階段には階段アートが設置されている[32]。
- 当駅ではパークアンドライドを実施しており、当駅の自動改札機で入・出場したPASMOを駐車料金精算機にタッチすると駐車料金が割引となる[33][34]。
- 幸手城は、現在の幸手駅の場所とほぼ同じ位置に存在していたが、遺構は残っていない。

## 隣の駅
東武鉄道
 日光線（  東武スカイツリーライン直通）
■急行・■区間急行・■準急・■区間準急・■普通
杉戸高野台駅 (TN 01) - 幸手駅 (TN 02) - 南栗橋駅 (TN 03)
- 南栗橋駅が開業する前、当駅 - 栗橋駅間は東武鉄道で駅間営業キロが8.1 kmと最も長い区間であった（2024年現在は藤岡駅 - 静和駅間の7.8 km） 。